# Cronologia da história da Alemanha
Esta é uma cronologia da História da Alemanha.

## Século IX
- 11 de agosto de 843: Luís, o Germânico torna-se o primeiro rei da Frância oriental até 28 de agosto de 876.

## Século X
- 7 de agosto de 936: Oto I, o Grande torna-se o rei da Germânia.
- 26 de maio de 961: Oto II é coroado o rei da Germânia.

## Século XI
- 6 de janeiro de 1099: Henrique I é coroado o rei da Germânia.

## Século XIV
- 17 de fevereiro de 1370: Batalha de Rudau.

## Século XVII
- 28 de maio de 1674: O Parlamento Alemão declara guerra à França.
- 24 de setembro de 1688: A França declara guerra à Alemanha.

## Século XIX
- 12 de julho de 1806: A Confederação do Reno é formada de 16 Estados alemães por Napoleão Bonaparte durante as Guerras Napoleônicas.
- 16 de março de 1813: A Prússia declara guerra a França, governada por Napoleão Bonaparte.
- 4 de novembro de 1813: A Confederação do Reno é dissolvida.
- 8 de junho de 1815: A Confederação Germânica, uma associação polítca, é criada no Congresso de Viena. A Constituição da Confederação Germânica é adotada pelo Congresso de Viena.
- 8 de junho de 1820: A Constituição da Confederação Germânica entra em vigor.
- 24 de março de 1848: Início da Primeira Guerra do Schleswig.
- 1851: Fim da Primeira Guerra do Schleswig.
- 1 de fevereiro de 1864: Início da Guerra dos Ducados do Elba, também chamada como a Segunda Guerra do Schleswig.
- 30 de outubro de 1864: Fim da Guerra dos Ducados do Elba.
- 23 de agosto de 1866: A Confederação Germânica é dissolvida.
- 12 de fevereiro de 1867: O Reichstag é constituído em Berlim.
- 16 de abril de 1867: A Constituição da Confederação da Alemanha do Norte (ou Verfassung des Norddeutschen Bundes) é adotada por constituinte do Reichstag.
- 24 de junho de 1867: A Constituição da Alemanha do Norte é promulgada.
- 1 de julho de 1867: A Confederação da Alemanha do Norte é formada por 22 Estados. Entra em vigor a Constituição da Alemanha do Norte.
- 19 de julho de 1870: Início da Guerra Franco-Prussiana.
- 18 de janeiro de 1871: O Império Alemão é unificado. Guilherme I da Prússia é proclamado o primeiro Imperador da Alemanha unificada (ou Kaiser) em Paris, França.
- 18 de abril de 1871: Guilherme I é coroado no Palácio de Versalhes.
- 10 de maio de 1871: Fim da Guerra Franco-Prussiana.
- 1 de outubro de 1874: A instituição do registro civil na Prússia é decretada pelo imperador Guiherme I e pelo chanceler Otto von Bismarck.
- 18 de outubro de 1878: O chanceler imperial Otto von Bismarck aprova uma lei proibindo os partidos social-democrata, socialista e comunista.
- 20 de maio de 1882: A Tríplice Aliança é o acordo militar entre o Império Alemão, a Áustria-Hungria e a Itália.
- 15 de novembro de 1884 a 26 de fevereiro de 1885: Conferência de Berlim.
- 18 de junho de 1887: Tratado de Resseguro.
- 9 de março de 1888: Guilherme I morre. Frederico III torna-se o segundo Imperador da Alemanha unificada.
- 15 de junho de 1888: Guilherme II torna-se o terceiro Imperador da Alemanha unificada.
- 1 de julho de 1890: O Tratado de Heligoland-Zanzibar é assinado entre o Reino Unido e o Império Alemão.
- 17 de novembro de 1890: Os líderes operários aprovam a criação de uma união sindical, fundada dois anos tarde.

## Século XX
- 1 de agosto de 1914: A Alemanha declara guerra à Rússia.
- 3 de agosto de 1914: A Alemanha declara guerra à França. Tropas alemãs invadem a Bélgica.
- 23 de agosto de 1914: O Japão declara guerra à Alemanha.
- 22 de abril de 1915: O primeiro uso do gás venenoso é introduzido pelas tropas alemãs.
- 9 de novembro de 1918: O Império Alemão é dissolvido. A República alemã é proclamada pelo social-democrata Philipp Scheidemann em Berlim. Início da República de Weimar. O imperador Guilherme II abdica do trono e foge dos Países Baixos.
- 11 de novembro de 1918: A Alemanha assina o armistício.
- 5 de janeiro de 1919: O Partido dos Trabalhadores Alemães (Deutsche Arbeiterpartei) é fundado por Anton Drexler em Munique.
- 19 de janeiro de 1919: Ocorrem as primeiras eleições federais.
- 11 de fevereiro de 1919: Friedrich Ebert torna-se o primeiro presidente da Alemanha.
- 23 de junho de 1919: A Alemanha aceita o Tratado de Versalhes.
- 31 de julho de 1919: A Constituição de Weimar é adotada.
- 11 de agosto de 1919: A Constituição de Weimar é promulgada.
- 24 de fevereiro de 1920: O Partido Nacional Socialista Alemão dos Trabalhadores (Nationalsozialistische Deutsche Arbeiterpartei) é fundado.
- 6 de junho de 1920: Ocorrem as eleições federais.
- 1 de abril de 1924: Adolf Hitler é condenado à prisão e permanece 9 meses recolhido na prisão de Ladsberg.
- 4 de maio de 1924: Ocorrem as eleições federais.
- 7 de dezembro de 1924: Ocorrem as eleições federais.
- 4 de abril de 1925: A Schutzstaffel, uma organização ligada paramilitar ao partido nazista alemão, é fundada.
- 29 de março e 26 de abril de 1925: Ocorre a eleição presidencial durante a República de Weimar.
- 20 de maio de 1928: Ocorrem as eleições federais.
- 14 de setembro de 1930: Ocorrem as eleições federais.
- 13 de março e 10 de abril de 1932: Ocorre a eleição presidencial durante a República de Weimar.
- 31 de julho de 1932: Ocorrem as eleições federais.
- 6 de novembro de 1932: Ocorrem as eleições federais.
- 30 de janeiro de 1933: Adolf Hitler é nomeado o Chanceler do Reich pelo presidente Paul von Hindenburg.
- 27 de fevereiro de 1933: Incêndio criminoso do Palácio do Reichstag.
- 5 de março de 1933: Ocorrem as últimas eleições federais.
- 23 de março de 1933: A República de Weimar é dissolvida.
- 24 de abril de 1933: A polícia secreta nazi Gestapo é fundada por Hermann Göring.
- 10 de maio de 1933: Os livros de autores judeus são queimados pelos nazistas na praça pública de Berlim.
- 19 de outubro de 1933: A Alemanha deixa a Liga das Nações.
- 26 de janeiro de 1934: A Alemanha assina o tratado de não-agressão com a Polônia.
- 30 de junho de 1934: Noite das Facas Longas.
- 2 de agosto de 1934: Morre o presidente Paul von Hindenburg, aos 86 anos.
- 19 de agosto de 1934: O referendo alemão de 1934 aprova a nomeação de Adolf Hitler como chefe de Estado com o título de Führer.
- 15 de setembro: As Leis de Nuremberg (ou Lei para a Proteção do Sangue e da Honra Alemães) são adotadas pela Alemanha Nazista.
- 4 de fevereiro de 1936: Wilhelm Gustloff, líder do partido nazista, é assassinado por um jovem estudante judeu, David Frankfurter, na Suíça.
- 7 de março de 1936: Os alemães ocupam a Renânia desmilitarizada.
- 1 de agosto a 16 de agosto de 1936: Acontecem os Jogos Olímpicos de Verão em Berlim.
- 12 de março de 1938: A Alemanha anexa a Áustria.
- 29 de setembro de 1938: O tratado de Munique é assinado.
- 9 de novembro de 1938: Os exércitos alemães destróem lojas judaicas e sinagogas, na Noite dos Cristais (Kristallnacht).
- 15 de março de 1939: A Alemanha anexa a Tchecoslováquia.
- 24 de agosto de 1939: A Alemanha e a União Soviética assinam o pacto não-agressão.
- 1 de setembro de 1939: Alemães invadem a Polônia. Início da Segunda Guerra Mundial.
- 3 de setembro de 1939: A Grã-Bretanha e a França declaram guerra à Alemanha. O navio britânico para passageiros é afundado por um submarino alemão no Atlântico.
- 10 de setembro de 1939: A Canadá declara guerra à Alemanha.
- 16 de outubro de 1940: O Gueto de Varsóvia é criado pelas tropas alemãs da SS.
- 30 de junho de 1941: Operação Barbarossa.
- 11 de dezembro de 1941: A Alemanha e a Itália declaram guerra aos Estados Unidos. Os Estados Unidos declaram à Alemanha e Itália.
- 22 de agosto de 1942: O Brasil declara guerra à Alemanha e Itália.
- 19 de março de 1944: A Alemanha ocupa a Hungria.
- 1 de agosto de 1944: Início da Revolta de Varsóvia.
- 2 de outubro de 1944: Fim da Revolta de Varsóvia.
- 30 de abril de 1945: Adolf Hitler comete suicídio em Berlim. Karl Dönitz assume o 4° presidente da Alemanha até o dia 23 de maio de ano mesmo.
- 7 de maio de 1945: A Alemanha se rende incondicional.
- 23 de maio de 1945: O Partido Nazista é dissolvido.
- 2 de setembro de 1945: Fim da Segunda Guerra Mundial.
- 21 de junho de 1948: O marco alemão é introduzido pelos aliados ocidentais (os Estados Unidos, o Reino Unido e a França).
- 24 de junho de 1948 a 11 de maio de 1949: Ocorre o Bloqueio de Berlim pelos soviéticos.
- 8 de maio de 1949: A Lei Fundamental (ou Grundgesetz) é aprovada pelo Conselho Parlamentar da Alemanha Ocidental.
- 23 de maio de 1949: A atual bandeira da Alemanha é adotada. A Alemanha Ocidental, também conhecida como República Federal Alemã (RFA), é oficialmente fundada. A Lei Fundamental da Alemanha Ocidental é proclamada em Bonn.
- 14 de agosto de 1949: Ocorre a primeira eleição para o Parlamento Federal da Alemanha Ocidental.
- 15 de setembro de 1949: Konrad Adenauer é eleito o primeiro chanceler da Alemanha Ocidental.
- 7 de outubro de 1949: A Alemanha Oriental, também conhecida como a República Democrática Alemã (RDA), é proclamada em Berlim Oriental. A primeira Constituição da Alemanha Oriental é promulgada.
- 11 de outubro de 1949: Wilhelm Pieck é eleito o primeiro presidente da Alemanha Oriental.
- 16 de junho de 1953: Ocorre a Revolta na Alemanha Oriental em Berlim Oriental.
- 9 de outubro de 1953: Konrad Adenauer é reeleito o chanceler da Alemanha Ocidental.
- 4 de julho de 1954: A Alemanha Ocidental conquista sua primeira Copa do Mundo de Futebol, ao derrotar a Hungria por 3 a 2 na Suíça.
- 1 de julho de 1959: Heinrich Lübke é eleito o segundo presidente da República Federal da Alemanha.
- 13 de agosto de 1961: O Muro de Berlim é construído.
- 22 de janeiro de 1963: O Chanceler alemão Konrad Adenauer e o presidente francês Charles de Gaulle assinam o tratado da amizade franco-alemã.
- 9 de abril de 1968: Entra em vigor a segunda Constituição da Alemanha Oriental.
- 26 de agosto a 10 de setembro de 1972: Acontecem os Jogos Olímpicos de Verão em Munique.
- 9 de novembro de 1989: O Muro de Berlin é demolido nas duas Alemanhas.
- 18 de março de 1990: Ocorrem as primeiras eleições livres na Alemanha Oriental.
- 1 de agosto de 1990: O Tratado de Unificação das Alemanhas é assinado.
- 25 de setembro de 1990: A Alemanha Oriental é dissolvida.
- 3 de outubro de 1990: A Alemanha é oficialmente reunificada.
- 2 de dezembro de 1990: Acontecem as primeiras eleições gerais da Alemanha unificada.
- 23 de maio de 1994: Roman Herzog é eleito o presidente da Alemanha pelo Colégio eleitoral e torna-se o primeiro chefe de Estado após a reunificação do país.[1]

## Século XXI
- 1 de janeiro de 2002: As notas e as moedas do euro são introduzidas.
- 22 de novembro de 2005: Angela Merkel torna-se a primeira mulher a ser a Chanceler da Alemanha.
- 23 de maio de 2009: Ocorrem as eleições presidenciais. Horst Köhler é reeleito presidente da Alemanha.